# M album
『M album』（エム・アルバム）は、KinKi Kidsの14作目のオリジナル・アルバム。2014年12月10日発売。発売元はジャニーズ・エンタテイメント。
本作を引っさげたコンサートツアーについてはKinKi Kids#コンサート・イベントを参照。

## 解説
デビューアルバム『A album』以降、アルバムのタイトルにはアルファベットを冠しており、14作目となる本作は"M"にちなみ"Memories & Moments"をコンセプトとしている。前作『L album』に続き2枚組仕様。Disc2『Memories –記憶- 』は過去に発表された楽曲のセルフカバーであり、オリジナルバージョンとは編曲、コーラスアレンジの担当者が異なる。Disc1『Moments –瞬間- 』は、「Glorious Days 〜ただ道を探してる」以外は新曲で構成されている。
このアルバムについて、KinKi Kidsの堂本剛は「“Moments”という枠に入った曲と向き合ったときに、いかにKinKi Kidsらしさを守りながら、そして最後はKinKi Kidsの音楽として形にできるのだろうか（中略）、いろんなことを考えるきっかけをくれたアルバムになった」と語った。
2014年11月12日に発売されたシングル「鍵のない箱」は収録されていない。（次のアルバム『N album』に収録）

## 成績・評価
2014年12月22日付のオリコン週間ランキングで、初週13.4万枚を売り上げ初登場1位、2003年発売の『G album -24/7-』から10作連続・通算16作目の首位を記録した。
オリコンスタイルの永堀アツオによると、本作には「永遠の愛を誓う」曲が多く収録されているという。リアルサウンドの佐藤結衣は、『Moment』の名の通り「『今』のKinKi Kidsだからこそ表現できる曲」、ファンへの「ラブソング」が収録されていると評した。

## 収録曲

### CD

#### Disc 1/side Moments
1. Be with me
作詞・作曲・編曲：浅野尚志
2. 我儘
作詞：大竹創作　作曲・編曲：井上ヨシマサ コーラスアレンジ：Ko-saku
3. たいむ・とらべ・らばーず
作詞：市川喜康　作曲：市川喜康／ha-j　編曲：ha-j
4. エゴイスティック・ロマンス
作詞：前田たかひろ　作曲・編曲：原一博 コーラスアレンジ：Ko-saku
5. SPEAK LOW
作詞・作曲・編曲：堂島孝平
6. Want You
作詞：木村友威／和田昌哉　作曲・編曲：和田昌哉
7. aeon
作詞・作曲・編曲：田中直
通常盤のみ収録。
8. 僕らの未来
作詞・作曲・編曲：平田祥一郎
9. Glorious Days 〜ただ道を探してる
作詞：松井五郎　作曲・編曲：U-Key zone
  - 映画『ラッシュ/プライドと友情』の日本語版イメージソング[8]。

当初は通信限定販売だったが、後に本アルバムに収録された[4]。
10. もう君だけは離さない
作詞：Shusui　作曲：canna　編曲：丸山真由子 コーラスアレンジ：小田原友洋
  - 10thシングル「もう君以外愛せない」アンサーソング[6]。

また「もう君以外愛せない」のセルフカバーバージョンが、「side Memories-DISC 2」に収録されている。
11. Two of Us
作詞・作曲・編曲：吉田建 ストリングスアレンジ：佐藤泰将
12. Where is
作詞・作曲：Kaiomii　編曲：浅野尚志
通常盤のみ収録。
13. EXIT
作詞：藤原優樹　作曲：YOO　編曲：YOO／Tak Miyazawa
14. Stay Together
作詞：Komei Kobayashi　作曲：Dele Ladimeji/Chris Ballard　編曲：Chris Ballard
通常盤のみ収録。

#### Disc 2/side Memories
1. Rocks
作詞：相田毅　作曲：谷本新　編曲：CHOKKAKU　コーラスアレンジ：竹内浩明
  - 1stアルバム『A album』収録曲
2. せつない恋に気づいて
作詞：MIZUE＆HIDE　作曲：寺田一郎　編曲：吉田建　ストリングス＆ブラスアレンジ：佐藤泰将
  - 1stアルバム『A album』収録曲

オリジナルバージョンから、ストリングス&ブラスアレンジが追加されている。
3. このまま手をつないで
作詞：松本隆　作曲：馬飼野康二　編曲：十川ともじ
  - 2ndアルバム『B album』収録曲
4. 雨のMelody
作詞：康珍化　作曲：武藤敏史／坂井秀陽　編曲：ha-j　コーラスアレンジ：岩田雅之
  - 7thシングル
5. もう君以外愛せない
作詞・作曲：周水 (canna)　編曲：鷺巣詩郎
  - 10thシングル
6. 愛のかたまり
作詞：堂本剛　作曲：堂本光一　編曲：武部聡志
  - 13thシングル「Hey! みんな元気かい?」カップリング
  - 後に自身の2017年のアルバム『Ballad Selection』にも｢M album ver.｣として収録されている。

通常盤のみ収録。
7. HAKKA CANDY
作詞：松本隆　英語詞：Komei Kobayashi 作曲：Fredrik Hult／Ola Larsson／Öystein Grindheim／Henning Hartung　編曲：石塚知生
  - 18thシングルの英語バージョン

今回は全編英語詞で歌唱されており、曲のタイトルも全てアルファベットの表記に変更されている。この楽曲に対して光一はコーラス部分にこだわりを見せ、歌自体を掛け合いに変更したという[6]。
8. Bonnie Butterfly
作詞・作曲：井手コウジ　編曲：鈴木雅也　コーラスアレンジ：Ko-saku
  - 7thアルバム『G album -24/7-』収録曲
9. 恋涙
作詞：堂本剛　作曲：堂本光一　編曲：亀田誠治　コーラスアレンジ：Ko-saku
  - 8thアルバム『H album -H・A・N・D-』収録曲

通常盤のみ収録。
オリジナルバージョンから、コーラスアレンジが追加されている。

### DVD
※初回限定盤のみ
1. KinKi Kids 目で見る どんなもんヤ！〜M album 特別版〜
2. M album TV CM All Type & Making

出版者　side Moments-DISC 1 … 14：PEERMUSIC (UK) LTD (A) 301&ブライト・ノート・ミュージック（サブ出版社 ピアーミュージック&ブライト・ノート・ミュージック）、side Memories-DISC 2 … 5：日本テレビ音楽株式会社&ブライト・ノート・ミュージック、7：ブライト・ノート・ミュージック、REACTIVE SONGS INT L AB (1ST) 301、REACTIVE SONGS INT L AB (HULT) 301&REACTIVE SONGS INT L AB (W) 301（サブ出版者：ブライト・ノート・ミュージック&日音 Synch事業部）、その他全曲：ブライト・ノート・ミュージック

## 映像作品
- Be with me
  - KinKi Kids Concert 「Memories & Moments」
- SPEAK LOW
  - KinKi Kids Concert 「Memories & Moments」
- Want You
  - KinKi Kids Concert 「Memories & Moments」
  - KinKi Kids Concert Tour 2019-2020 ThanKs 2 YOU
- aeon
  - KinKi Kids Concert 「Memories & Moments」
- Want You
  - KinKi Kids Concert Tour 2019-2020 ThanKs 2 YOU
  - P album（初回盤B）
- 僕らの未来
  - KinKi Kids Concert 「Memories & Moments」
- Glorious Days 〜ただ道を探してる
  - KinKi Kids Concert 2013-2014「L」
  - KinKi Kids O正月コンサート2021
- もう君だけは離さない
  - KinKi Kids Concert 「Memories & Moments」
- Two of Us
  - KinKi Kids Concert 「Memories & Moments」